# アルジェのカスバ
アルジェのカスバ（英: Kasbah of Algiers）はアルジェリアの首都アルジェの旧市街を構成する一画の呼称。ユネスコの世界遺産にも登録されている。なお、アルジェリアにはカスバと呼ばれる市街は他にもあるが、単に「カスバ」といった場合には一般にこのアルジェのカスバを指す。カスバはアラビア語で「城塞」という意味がある

## 概要
本来の意味でのカスバとは、オスマン帝国領下の16世紀において、アルジェの丘に建てられたオスマン帝国の太守の城塞のことである。この城塞と海岸線と起伏のある地形に囲まれた一帯で人口が増加し、アルジェの旧市街が形成された。そして時代が下ると、この旧市街自体のことも「カスバ」と呼ばれるようになったのである。カスバには宮殿やモスクは残っているが、植民地時代の残滓は大部分が姿を消している。
カスバの魅力は、高低差118mにも及ぶ起伏に富んだ地形そのものと、そこを縫うようにして伸びる、在りし日の謎と神秘に満ちたアルジェへいざなう曲がりくねった細い路地、そしてそこに建てられた家の外観や内部の特色などによって構成されている。アルジェの家は家々に囲まれた泉のある四角い中庭に通じているのが特徴的である。
カスバの高いところは急勾配になっているので、路地のほとんどが階段状になっている。専門家たちは、何世紀にも渡って互に支えあうように、そしてもつれ合うようにして建っている家々が織りなす建築上の奇観が、この急勾配の土地の上に作り上げられてきたことに驚嘆の色を隠さない。
本来の中心部は美しいもので、かつてはムーア人都市アル＝ジャザイル（アルジェのアラビア語名称）に、「アルジェ＝ラ＝ブランシュ」（白き都アルジェ）の名称をもたらした。しかし、現在のカスバは老朽化によって崩壊の危機に直面している。海から、あるいはテラスからカスバを眺めれば、まだ十分に美しいものである。しかし、実際に路地を歩いてみれば、その悲痛なさまが明らかである。構造上、ある家が崩れると、それと折り重なっている家々もドミノ倒しのように倒壊の危機にさらされるのである。
旧市街の保全に関する研究は1970年代から現われはじめ、それに基づく諸計画も実施されている。

## カスバと慣習
アルジェの新市街では、家族のセレモニーはもはやかつての伝統的祭事ではなくなっている。しかし、旧市街であるカスバでは、慣習に今でも敬意が払われている。特に結婚式は古式ゆかしく執り行われるのである。
カスバの建物は、1軒が壊れると周りも崩壊の危機にさらされる。住民は数年家から離れて、別の家を与えてもらうことを受け入れることになる。この場合、住民はアルジェ中心部から20kmのところにある集合住宅に住まわされることになるが、この種の住環境は整ったものとは言えず、遠いこともあって、多くの人はそこへ移ることを拒否し、こっそりと馴染みの街区に戻ってくるのである。
海とアルジェ港に近いカスバの低い部分は、都市の拡張期には重要な商業拠点となっていた。しかし、蚤の市が古い商店街で行われていることを除けば、その面影はほとんど残っていない。

## カスバの建造物
- ケチャーワ・モスク
- アブドゥッラフマーン・アッサアーリビー（1387年 - 1468年）の霊廟

## カスバを舞台とした作品
カスバは、しばしばアルジェリアを舞台とする映画や音楽作品に登場する。
植民地下のアルジェリアで撮影された『望郷』（1937年 フランス製作）では、フランスからアルジェリアへ逃亡した大泥棒ペペの潜伏先にカスバが選ばれた。劇中では不穏な空気が流れ、世界各国の犯罪者が隠れる「怪しげな」街として描写され、
撮影はスタジオ内のセットが主だった。『望郷』内のカスバの描写に対して、メルザーク・アルアーシュ、サイドゥ・ウルド・ケリファらアルジェリア映画界の人間は朝日新聞日曜版に連載されていた「シネマ CHINEMA キネマ」でのインタビューにて不満を述べた。
一方、アルジェリア戦争を描いた『アルジェの戦い』（1965年 イタリア、アルジェリア合作）では、カスバは独立運動に参加する人々が住む街として描かれ、撮影は実際にカスバで行われ、多数の住民がロケに参加した。
上記の映画『望郷』をモチーフにして作られた日本の流行歌に『カスバの女』がある。同曲は1955年にエト邦枝が発表した際にはそれほど流行しなかったが、1967年に緑川アコがカヴァー盤シングルレコードを発表して以後は、青江三奈や藤圭子などが歌い、現在でも語り継がれる曲となっている。

## 登録基準
この世界遺産は世界遺産登録基準のうち、以下の条件を満たし、登録された（以下の基準は世界遺産センター公表の登録基準からの翻訳、引用である）。
- (2) ある期間を通じてまたはある文化圏において、建築、技術、記念碑的芸術、都市計画、景観デザインの発展に関し、人類の価値の重要な交流を示すもの。
- (5) ある文化（または複数の文化）を代表する伝統的集落、あるいは陸上ないし海上利用の際立った例。もしくは特に不可逆的な変化の中で存続が危ぶまれている人と環境の関わりあいの際立った例。